# Ben Liang Li
Ben Liang Li (translitera al chino本梁麗) (n. 1956) es un botánico chino.
- La abreviatura «B.L.Li» se emplea para indicar a Ben Liang Li como autoridad en la descripción y clasificación científica de los vegetales.[1]